# Grand Prix automobile du Brésil 2005
GP précédent GP suivant

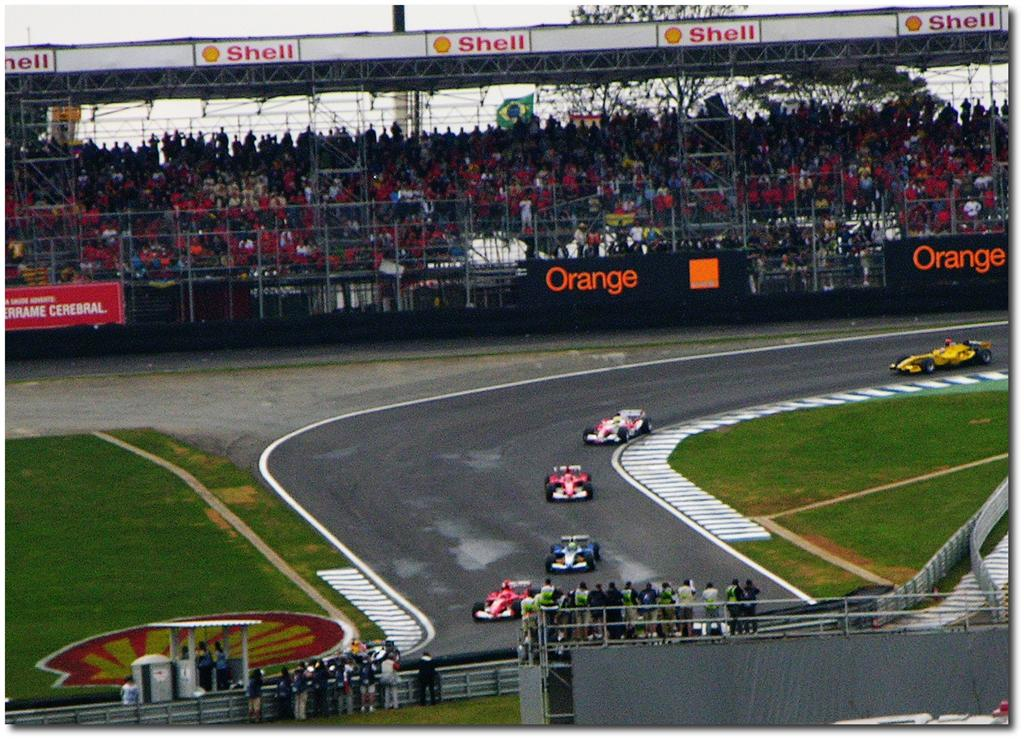
Dans les esses de Senna

Le Grand Prix automobile du Brésil 2005 (Formula 1 Grande Prêmio do Brasil 2005), disputé sur l'autodrome José Carlos Pace (Interlagos) le 25 septembre 2005, est la 748e épreuve du championnat du monde de Formule 1 courue depuis 1950 et la dix-septième manche du championnat 2005.

## Qualifications

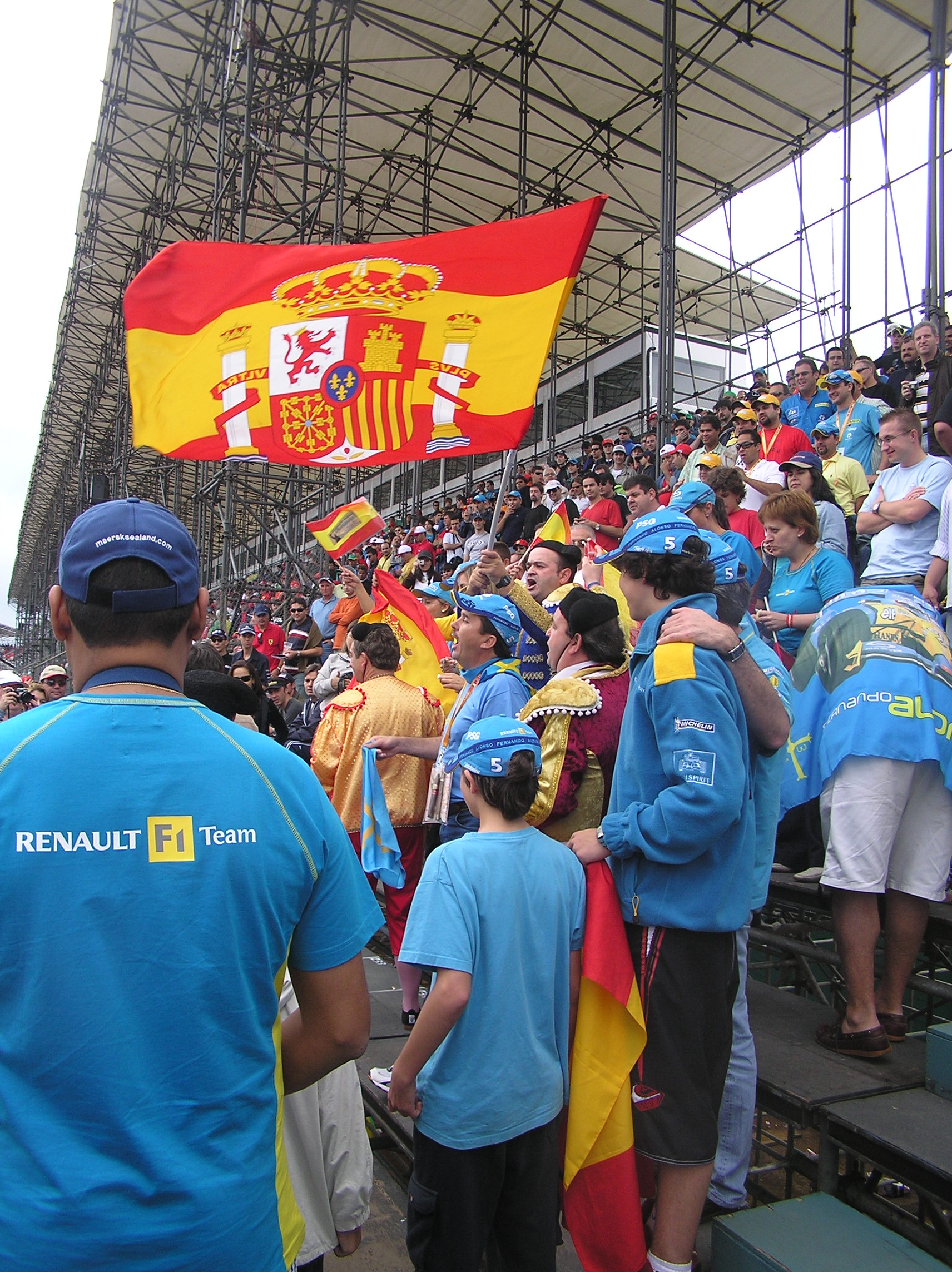
Supporters d'Alonso le 25 septembre 2005 à Interlagos

| Pos | N° | Pilote               | Écurie            | Temps          | Écart           |
| --- | -- | -------------------- | ----------------- | -------------- | --------------- |
| 1   | 5  | Fernando Alonso      | Renault           | 1 min 11 s 988 |                 |
| 2   | 10 | Juan Pablo Montoya   | McLaren-Mercedes  | 1 min 12 s 145 | + 0 s 157       |
| 3   | 6  | Giancarlo Fisichella | Renault           | 1 min 12 s 558 | + 0 s 570       |
| 4   | 3  | Jenson Button        | BAR-Honda         | 1 min 12 s 696 | + 0 s 708       |
| 5   | 9  | Kimi Räikkönen       | McLaren-Mercedes  | 1 min 12 s 781 | + 0 s 793       |
| 6   | 15 | Christian Klien      | Red Bull-Cosworth | 1 min 12 s 889 | + 0 s 901       |
| 7   | 1  | Michael Schumacher   | Ferrari           | 1 min 12 s 976 | + 0 s 988       |
| 8   | 16 | Jarno Trulli         | Toyota            | 1 min 13 s 041 | + 1 s 053       |
| 9   | 12 | Felipe Massa         | Sauber- Petronas  | 1 min 13 s 151 | + 1 s 163       |
| 10  | 2  | Rubens Barrichello   | Ferrari           | 1 min 13 s 183 | + 1 s 195       |
| 11  | 17 | Ralf Schumacher      | Toyota            | 1 min 13 s 285 | + 1 s 297       |
| 12  | 11 | Jacques Villeneuve   | Sauber- Petronas  | 1 min 13 s 372 | + 1 s 384       |
| 13  | 18 | Tiago Monteiro       | Jordan-Toyota     | 1 min 13 s 387 | + 1 s 399       |
| 14  | 7  | Mark Webber          | Williams-BMW      | 1 min 13 s 538 | + 1 s 550       |
| 15  | 8  | Antônio Pizzonia     | Williams-BMW      | 1 min 13 s 581 | + 1 s 593       |
| 16  | 14 | David Coulthard      | Red Bull-Cosworth | 1 min 13 s 844 | + 1 s 856       |
| 17  | 19 | Narain Karthikeyan   | Jordan-Toyota     | 1 min 14 s 520 | + 2 s 532       |
| 18  | 21 | Christijan Albers    | Minardi-Cosworth  | 1 min 14 s 763 | + 2 s 775       |
| 19  | 4  | Takuma Satō          | BAR-Honda         | Pas de temps   |                 |
| 20  | 20 | Robert Doornbos      | Minardi-Cosworth  | Pas de temps   | Sortie de piste |

## Classement
| Pos  | N° | Pilote               | Écurie            | Tours | Temps/Abandon                      | Grille | Points |
| ---- | -- | -------------------- | ----------------- | ----- | ---------------------------------- | ------ | ------ |
| 1    | 10 | Juan Pablo Montoya   | McLaren-Mercedes  | 71    | 1 h 29 min 20 s 574 (205,439 km/h) | 2      | 10     |
| 2    | 9  | Kimi Räikkönen       | McLaren-Mercedes  | 71    | + 2 s 527                          | 5      | 8      |
| 3    | 5  | Fernando Alonso      | Renault           | 71    | + 24 s 840                         | 1      | 6      |
| 4    | 1  | Michael Schumacher   | Ferrari           | 71    | + 35 s 668                         | 7      | 5      |
| 5    | 6  | Giancarlo Fisichella | Renault           | 71    | + 40 s 218                         | 3      | 4      |
| 6    | 2  | Rubens Barrichello   | Ferrari           | 71    | + 1 min 09 s 173                   | 10     | 3      |
| 7    | 3  | Jenson Button        | BAR-Honda         | 70    | + 1 tour                           | 4      | 2      |
| 8    | 17 | Ralf Schumacher      | Toyota            | 70    | + 1 tour                           | 4      | 1      |
| 9    | 15 | Christian Klien      | Red Bull-Cosworth | 70    | + 1 tour                           | 6      |        |
| 10   | 4  | Takuma Satō          | BAR-Honda         | 70    | + 1 tour                           | 19     |        |
| 11   | 12 | Felipe Massa         | Sauber- Petronas  | 70    | + 1 tour                           | 8      |        |
| 12   | 11 | Jacques Villeneuve   | Sauber- Petronas  | 70    | + 1 tour                           | 20     |        |
| 13   | 16 | Jarno Trulli         | Toyota            | 69    | + 2 tours                          | 17     |        |
| 14   | 21 | Christijan Albers    | Minardi-Cosworth  | 69    | + 2 tours                          | 16     |        |
| 15   | 19 | Narain Karthikeyan   | Jordan-Toyota     | 68    | + 3 tours                          | 15     |        |
| Abd. | 18 | Tiago Monteiro       | Jordan-Toyota     | 55    | Panne mécanique                    | 11     |        |
| Nc.  | 7  | Mark Webber          | Williams-BMW      | 45    | + 26 tours                         | 12     |        |
| Abd. | 20 | Robert Doornbos      | Minardi-Cosworth  | 34    | Moteur                             | 18     |        |
| Abd. | 8  | Antônio Pizzonia     | Williams-BMW      | 0     | Accident                           | 13     |        |
| Abd. | 14 | David Coulthard      | Red Bull-Cosworth | 0     | Accident                           | 14     |        |

## Pole position et record du tour
- Pole position : Fernando Alonso en 1 min 11 s 988
- Meilleur tour en course : Kimi Räikkönen en 1 min 12 s 268 au 29e tour.

## Tours en tête
- Fernando Alonso : 2 (1-2)
- Juan Pablo Montoya : 61 (3-28 / 32-54 / 60-71)
- Kimi Räikkönen : 8 (29-31 / 55-59)

## Statistiques
- 7e victoire pour Juan Pablo Montoya.
- 147e victoire pour McLaren en tant que constructeur.
- 152e victoire pour Mercedes en tant que motoriste.
- Jacques Villeneuve a été pénalisé pour n'avoir pas respecté le règlement du parc fermé et a pris le départ de la ligne des stands.
- À l'issue de cette course, Fernando Alonso remporte son premier titre de champion du monde de Formule 1.